# Sibirski galeb
Sibirski galeb (lat. Larus fuscus heuglini), je morska ptica iz roda Larus. Ponekad se smatra zasebnom vrstom (Larus heuglini), ali se uglavnom smatra podvrstom tamnoleđeg galeba.
Ptice u istočnom dijelu rasprostranjenosti sibirskog galeba često su po leđima blijeđe sive, a ponekad se smatraju zasebnom podvrstom Larus fuscus taimyrensis. Moguće je da su rezultat hibridizacije između galebova tundre i istočnosibirskih galebova.
Sibirski galebovi se razmnožavaju u tundri sjeverne Rusije od poluotoka Kola na zapadu do poluotoka Tajmir na istoku. Redovito se prijavljuju opažanja ovih u Finskoj, gdje se ponekad i razmnožavaju. Zimi migriraju prema jugu, u jugozapadnu Aziju, indijski potkontinent, istočnu Aziju i istočnu Afriku. Mali je broj zabilježen u jugoistočnoj Aziji, viđen je u Južnoj Africi, a može se pojaviti kao skitnica u zapadnoj Europi.

## Opis
Ovo su veliki galebovi zaobljene glave, snažnog kljuna, te dugih nogu i krila. Duljina im je od 53 to 70 cm, raspon krila od 138 to 158 cm, a tjelesna masa od 745 to 1360 grama. Leđa i krila tamno su sive boje, promjenjive sjene, ali često slične rasi graelsii nešto manjeg tamnoleđeg galeba. Zimi im je glava samo blago prošarana smeđom bojom, ali jače prošarana na stražnjem dijelu vrata. Noge su obično žute, ali mogu biti i ružičaste.
Do Dmitaenja dolazi kasnije nego kod većine srodnih vrsta, tako da ptice u rujnu i listopadu još uvijek imaju glave bez tamnih linija i istrošeno primarno perje. Letno perje možda neće u potpunosti izrasti do veljače ili ožujka, kada je glava još uvijek prošarana.
Hrane se uglavnom mekušcima, crvima i rakovima

## Vanjske poveznice
- Heuglin's Gull, Gull Research Organization
- The "Herring Gull" Assemblage in South Korea, Birding Korea